# تاریخچه کرست

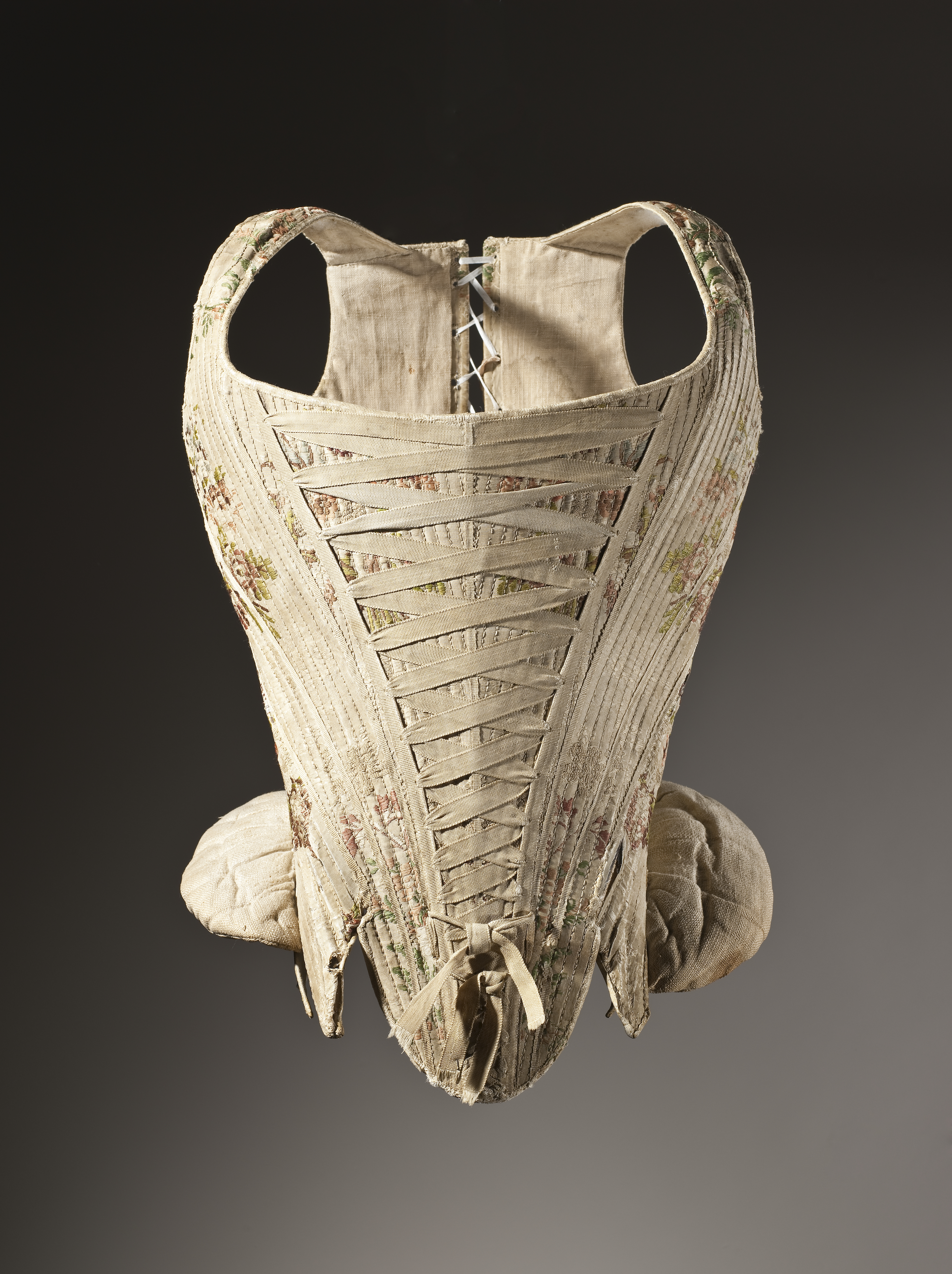
ماندگاری زن ج. 1730-1740. بافت ساده ابریشمی با الگوی پود شناور تکمیلی، سفت شده با استخوان نهنگ. موزه هنر شهرستان لس آنجلس ، M.63.24.5.

کرست یک لباس زیر برای بانوان است که پیشینه آن در قاره اروپا به قرن‌ها قبل بازمی‌گردد و با تغییر روندهای مد تکامل می‌یابد و وابسته به دوران و جغرافیا، به‌عنوان یک جفت بدن، میز و کرست شناخته می‌شود. ظاهر این لباس نشان‌دهنده تغییر از افرادی بود که لباس‌هایی متناسب با بدنشان می‌پوشیدند تا شکل بدنشان برای حمایت و متناسب با لباس‌های مد روز تغییر یافت.
یک «جفت بدن» یا جامه، لباس‌های حمایتی که قبل از کرست‌ها وجود داشت، برای اولین بار در اروپای قرن شانزدهم رایج شد و کرست در دوران ویکتوریا به اوج محبوبیتش رسید. در حالی که کرست معمولاً به عنوان یک لباس زیر پوشیده می شود، گاهی به عنوان یک لباس بیرونی نیز استفاده می شود. لباس‌های بیرونی را می‌توان در لباس بسیاری از کشورهای اروپا دید. : 22 